# Aymen Dahmen
Aymen Dahmen (Sfax, Túnez, 28 de enero de 1997) es un futbolista tunecino. Juega de guardameta y su equipo es el C. S. Sfaxien del CLP-1.

## Trayectoria
Jugó el 16 de septiembre de 2018 en la victoria del C. S. Sfaxien por 2-0 ante el ES Métlaoui en el CLP-1.

## Selección nacional
Formó parte del plantel de la selección sub-23 de Túnez que disputó la clasificación para la Copa Africana de Naciones Sub-23 de 2019.
Jugó con la selección de Túnez el 28 de marzo de 2021 ante Guinea Ecuatorial por la clasificación para la Copa Africana de Naciones de 2021.

### Participaciones en Copa Africana de Naciones
| Copa                           | Sede            | Resultado        |
| ------------------------------ | --------------- | ---------------- |
| Copa Africana de Naciones 2021 | Camerún         | Cuartos de final |
| Copa Africana de Naciones 2023 | Costa de Marfil | Primera fase     |

## Clubes
| Club          | País           | Año           |
| ------------- | -------------- | ------------- |
| C. S. Sfaxien | Túnez          | 2018-2023     |
| Al-Hazem      | Arabia Saudita | 2023-2024     |
| C. S. Sfaxien | Túnez          | 2024-presente |

## Palmarés

### Títulos nacionales
| Título        | Club          | País  | Año     |
| ------------- | ------------- | ----- | ------- |
| Copa de Túnez | C. S. Sfaxien | Túnez | 2018-19 |
| Copa de Túnez | C. S. Sfaxien | Túnez | 2020-21 |
| Copa de Túnez | C. S. Sfaxien | Túnez | 2021-22 |